# Arthur Gregg Sulzberger

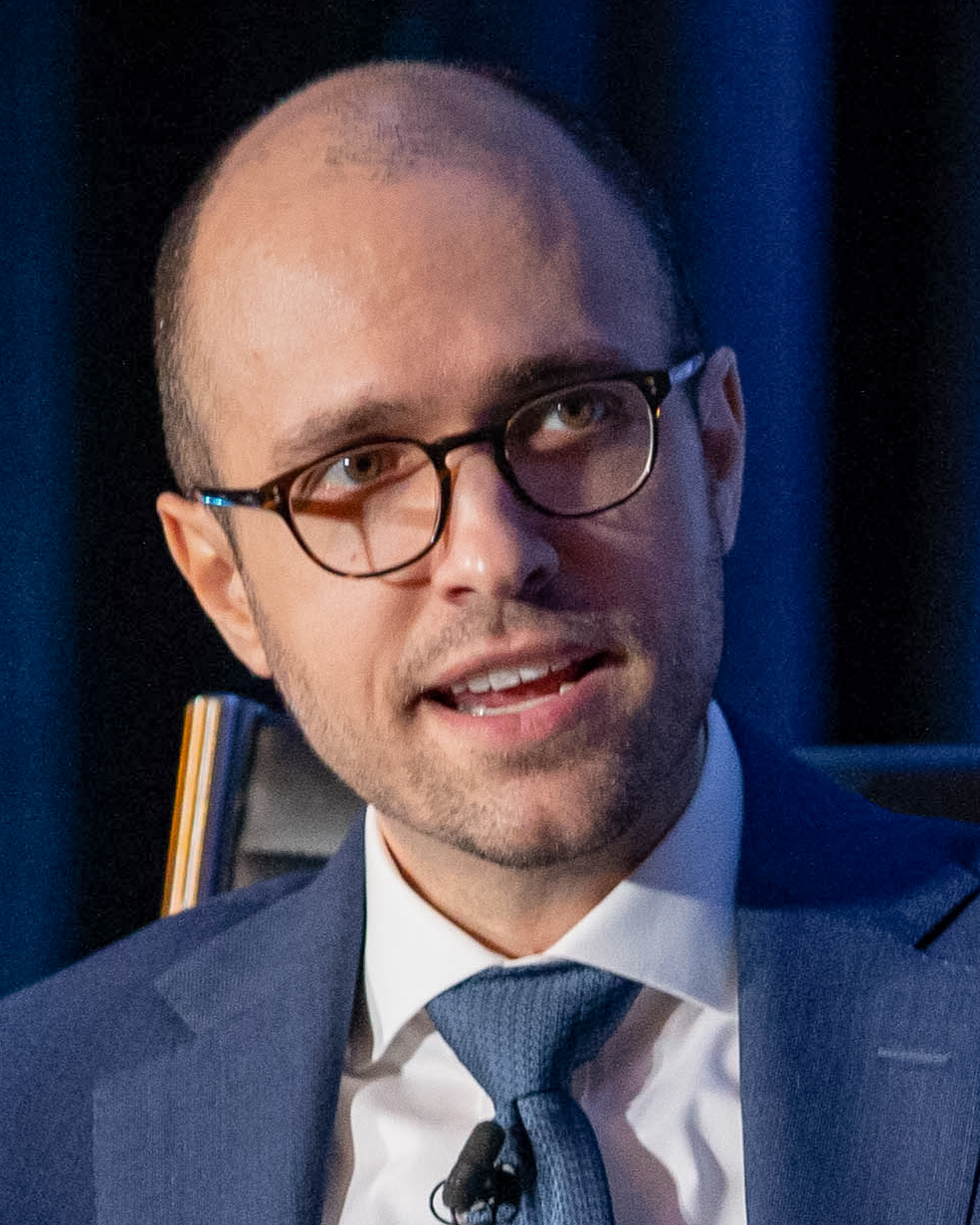
Arthur Gregg Sulzberger (2020)

Arthur Gregg „A. G.“ Sulzberger (* 5. August 1980 in Washington, D.C.) ist ein US-amerikanischer Journalist. Er ist Vorstandsvorsitzender (Chairman) der The New York Times Company und Herausgeber der New York Times.

## Leben
Sulzberger ist der Sohn von Gail Gregg und Arthur Ochs Sulzberger Jr., seinem Vorgänger als Chairman der New York Times Company und als Herausgeber der Zeitung. Mitglieder der Familie Sulzberger/Ochs bekleiden diese Position seit 1896.
Sulzberger begann seine journalistische Laufbahn 2004 als Volontär beim Providence Journals. 2006 wechselte er zum Oregonian nach Portland. Seit 2009 schreibt er für die New York Times. Im Oktober 2016 wurde er zu ihrem stellvertretenden Herausgeber und 2018 zu ihrem Herausgeber.
2025 wurde Sulzberger zum Mitglied der American Academy of Arts and Sciences gewählt.
Seit 2018 ist Sulzberger mit Molly Messick verheiratet.

## Veröffentlichung
- "Uns kann er nicht einschüchtern". Arthur G. Sulzberger gibt die mächtigste Zeitung der Welt heraus, die "New York Times" – eines der wenigen US-Medienhäuser, die sich US-Präsident Trump noch entgegenstellen. Wie schnell schwindet die Freiheit, nicht nur der Presse, in den USA? In: Stern. Nr. 16, 10. April 2025, S. 22–27 (deutschsprachiges Interview mit Sulzberger von US-Korrespondent Marc Etzold und Chefredakteur Gregor Peter Schmitz).